# Roberto Dinamite
Roberto Dinamite, pseudonimo di Carlos Roberto de Oliveira (Duque de Caxias, 13 aprile 1954 – Rio de Janeiro, 8 gennaio 2023), è stato un calciatore e politico brasiliano.
Come politico è stato consigliere comunale della città di Rio de Janeiro e ha ricoperto 4 volte la carica di Deputado estadual per lo Stato di Rio. Dal 2008 al 2014 è stato il presidente del Vasco da Gama.
Suo figlio Rodrigo ha giocato nelle giovanili del Vasco da Gama con Romarinho, figlio di Romário e con Andrei, figlio di Geovani.

## Biografia
In incontri ufficiali tra club e nazionale ha messo a referto 507 gol in 826 presenze (media di 0,61 reti a partita) diventando uno dei giocatori più prolifici della storia.

### Club
Vera e propria leggenda del Vasco da Gama, attaccante estremamente prolifico, aveva un tiro così potente che gli valse il soprannome di Dinamite; segnò 754 gol nel corso della sua carriera (1198 partite), di cui 708 in totale nel Vasco. Nella sua breve parentesi europea, con la maglia del Barcellona fece in tempo a giocare, perdendo contro gli inglesi del Nottingham Forest, la finale di Supercoppa UEFA del 1979. Ha inoltre giocato 1.022 gare nel Vasco da Gama, primato per il club carioca.

### Nazionale

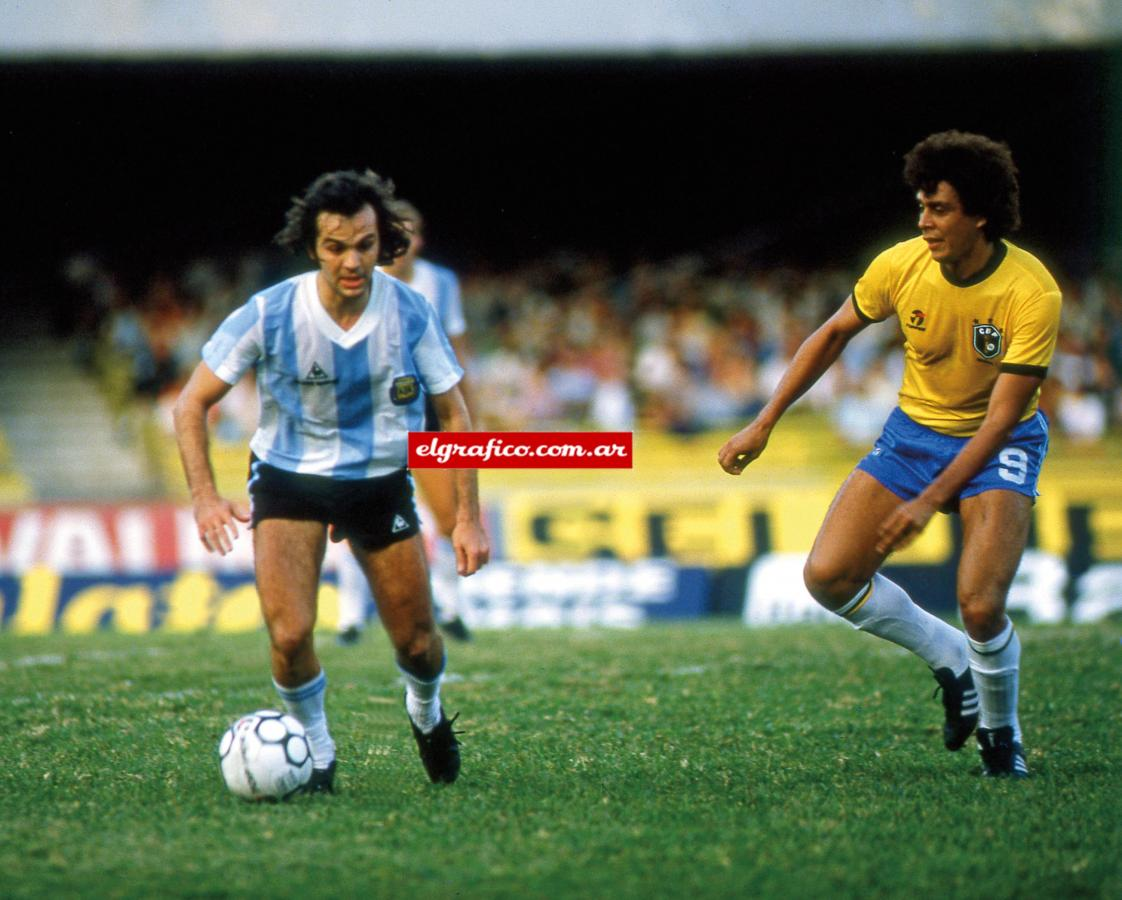
Dinamite e Sabella durante un'amichevole nel 1984.

Nella nazionale brasiliana Dinamite andò in rete 27 volte in 49 presenze tra partite ufficiali e amichevoli; nelle sole gare ufficiali segnò 20 gol in 38 incontri.. Convocato sia per i Mondiali 1978 che per quelli del 1982, in Argentina mise a segno tre reti, la marcatura della vittoria contro l'Austria e una doppietta contro la Polonia, mentre in Spagna non fu mai schierato.

### Morte
Roberto Dinamite è morto nel 2023 per un tumore al colon.

## Palmarès

### Club

#### Competizioni statali
- Campionato Carioca: 6

Vasco da Gama: 1977, 1982, 1987, 1988, 1992, 1993
- Taça Guanabara: 5

Vasco da Gama: 1977, 1986, 1987, 1990, 1992
- Taça Rio: 4

Vasco da Gama: 1984, 1988, 1992, 1993

#### Competizioni nazionali
- Campionato brasiliano: 1

Vasco da Gama: 1974

#### Competizioni internazionali
- Copa Rio: 2

Vasco da Gama: 1992, 1993

### Individuale
- Capocannoniere del campionato brasiliano: 2

1974 (16 gol), 1984 (16 gol)